# Paul Jullemier
Pour les articles homonymes, voir Jullemier.
Paul Jules Jullemier (Brétigny-sur-Orge, 11 juillet 1878 - Brétigny-sur-Orge, 17 octobre 1932) est un cuisinier français.
Élève d'Auguste Escoffier à Londres au tout début du XXe siècle, il est l'auteur d'un Manuel de l'emploi des conserves (Bibliothèque de l'Art culinaire, Paris.